# Pradère-les-Bourguets

Pradère-les-Bourguets este o comună în departamentul Haute-Garonne din sudul Franței. În 2009 avea o populație de 231 de locuitori.

## Evoluția populației
| An        | 1975 | 1982 | 1990 | 1999 | 2006 | 2009 |
| --------- | ---- | ---- | ---- | ---- | ---- | ---- |
| Populație | 122  | 152  | 194  | 251  | 245  | 231  |